# Финк, Сюзанн
Сюза́нн Финк (нем. Susanne Fink, урождённая Сюза́нн Кох, нем. Susanne Koch; род. 27 августа 1957, Оберстдорф, Бавария) — немецкая кёрлингистка и тренер по кёрлингу.

## Достижения
- Чемпионат мира по кёрлингу среди женщин: золото (1988), бронза (1984).
- Чемпионат Европы по кёрлингу: золото (1984, 1987)
- Чемпионат Германии по кёрлингу среди женщин: золото (1990).
- Чемпионат Германии по кёрлингу среди смешанных команд: золото (1990).[2]

## Команды
| Сезон                                          | Четвёртый         | Третий         | Второй         | Первый         | Запасной            | Турниры                                |
| ---------------------------------------------- | ----------------- | -------------- | -------------- | -------------- | ------------------- | -------------------------------------- |
| 1980—81                                        | Альмут Хеге       | Сюзанн Кох     | Рената Редерер | Ингеборг Шток  |                     | ЧМ 1981 (9 место)                      |
| 1982—83                                        | Альмут Хеге       | Йозефин Айнсле | Сюзанн Кох     | Петра Чеч      |                     | ЧЕ 1982 (9 место)                      |
| 1983—84                                        | Альмут Хеге       | Йозефин Айнсле | Сюзанн Кох     | Петра Чеч      |                     | ЧМ 1984                                |
| 1984—85                                        | Альмут Хеге       | Йозефин Айнсле | Сюзанн Кох     | Петра Чеч      |                     | ЧЕ 1984                                |
| 1985—86                                        | Альмут Хеге       | Петра Чеч      | Сюзанн Финк    | Йозефин Айнсле |                     | ЧЕ 1985 (6 место)                      |
| 1987—88                                        | Андреа Шёпп       | Альмут Хеге    | Моника Вагнер  | Сюзанн Финк    |                     | ЧЕ 1987 · ЗОИ 1988 (4 место) · ЧМ 1988 |
| 1989—90                                        | Альмут Хеге-Шёлль | Сюзанн Финк    | Стефан Рёсслер | Ина Редерер    | Йозефин Айнсле (ЧМ) | ЧГЖ 1990 · ЧМ 1990 (5 место)           |
| Кёрлинг среди смешанных команд (mixed curling) |                   |                |                |                |                     |                                        |
| 1990                                           | Ули Сутор         | Сюзанн Финк    | Чарли Капп     | Gisela Ibald   |                     | ЧГСК 1990                              |

(скипы выделены полужирным шрифтом)

## Результаты как тренера национальных сборных
| Год  | Турнир                                        | Сборная     | Место |
| ---- | --------------------------------------------- | ----------- | ----- |
| 1999 | Чемпионат мира по кёрлингу среди юниоров 1999 | юниоры жен. | 9     |